# 1724
Cette page concerne l'année 1724  du calendrier grégorien.
L'année 1724 est une année bissextile qui commence un samedi.

## Événements
- 12 janvier, Chine : édit de empereur Yongzheng interdisant la prédication du christianisme. En octobre, tous les missionnaires chrétiens sont expulsés vers Canton, à l'exception de ceux résidant à Pékin[2].
- Mars : promulgation à Versailles de l'édit du roi servant de règlement pour le gouvernement et l'administration de la justice, police, discipline et le commerce des esclaves dans la province et colonie de la Louisiane (Code noir)[3].
- 24 juin : traité de partage des territoires perses de la Caspienne signé entre les Turcs et la Russie à Constantinople[4].
- 29 juin, campagne de Perse : début du siège d'Hamadan par les Ottomans, tandis qu’une seconde armée turque assiège Erevan[4].
- 8 juillet[5] : début du règne de Baadi IV Abou Chilouk, roi du Sennar, dans le Soudan actuel[6] (déposé le 27 mars 1762).
- Août : fondation à Londres des éditions Longman.
- 1er septembre : prise d'Hamadan par les Turcs[4].
- 28 septembre : capitulation d'Erevan[4].
- 30 septembre : l’armée turque doit lever le siège de Tabriz[4].
- 11 octobre, Inde : bataille de Sakhar Kheda (en) dans le Berar entre le gouverneur moghol du Deccan Mubariz Khan et Asaf Jâh. Mubariz Khan est tué au cours de la bataille. Asaf Jah Ier, futur Nizam-ul-Mulk, gouverne en souverain indépendant avec pour capitale Hyderabad[7].

- Agadja, roi du Dahomey, s'empare du royaume d'Allada (Bénin)[8].

### Europe
- 15 janvier : abdication de Philippe V d'Espagne en faveur de son fils aîné Louis Ier (1707-1724) qui meurt prématurément le 31 août. Philippe V remonte sur le trône[9].
- 22 janvier : création de l'Académie des sciences de Russie[10].
- 26 janvier : ouverture du congrès de Cambrai pour régler les différends entre le Royaume-Uni, l’empereur et le roi d’Espagne. Il ne donne aucun résultat satisfaisant[11].
- 28 janvier : création de l'Université d’État de Saint-Pétersbourg[12].
- 7 mai : couronnement de Catherine Ire de Russie[13].
- 15 mai : Wittelsbacher Hausunion. Maximilien-Emmanuel de Bavière met sur pied une administration commune avec le Palatinat[14].
- 29 mai : élection du pape Benoît XIII (mort le 21 février 1730)[15]. Il se laisse gouverner par le cardinal Niccolò Coscia.
- 15 octobre : rupture des jansénistes avec la papauté aux Pays-Bas : le vicaire Steenoven, élu évêque par le chapitre d'Utrecht le 27 avril 1723, ne reçoit pas l'investiture de Rome mais se fait consacrer par un évêque suspendu, Varlet[16]. Les sièges d'Harlem (1742) de Deventer (1752) rejoindront l'archevêché d’Utrecht dans le schisme.

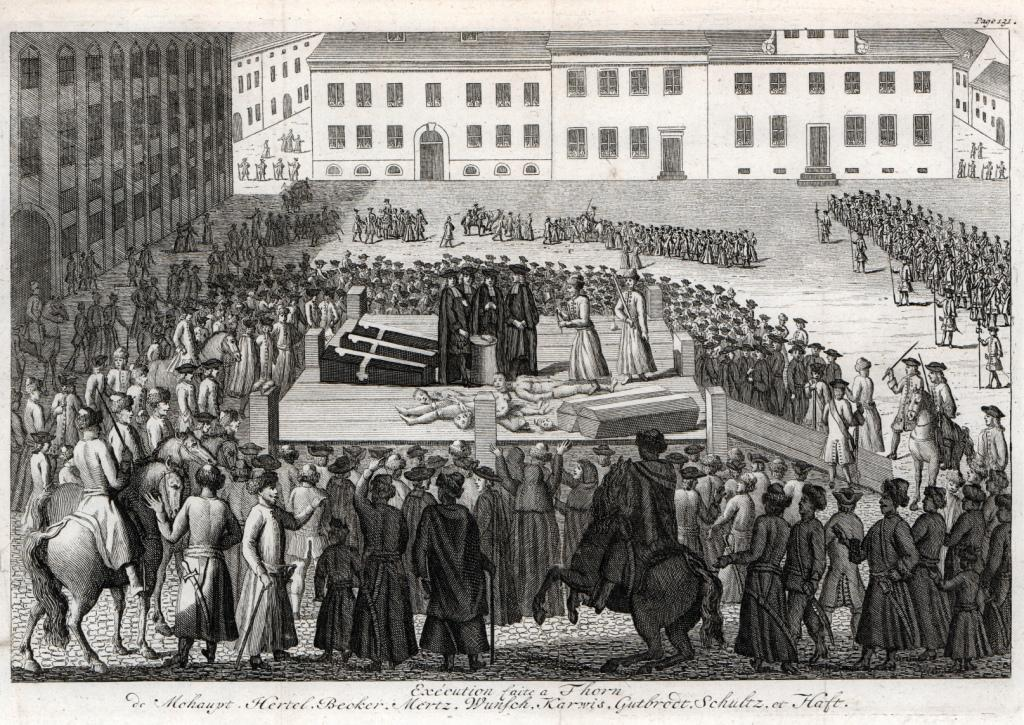
7 décembre : bain de sang de Thorn.

- 7 décembre, Pologne : bain de sang de Thorn. Un procès a lieu à Thorn à propos d’une école jésuite : le maire et neuf bourgeois du conseil municipal, tous luthériens, sont condamnés à mort et décapités[17].

- En Angleterre, les Quakers s'opposent formellement à l'esclavage[18].

## Naissances en 1724
- 10 février : Maria Giacomina Nazari, peintre italienne († ?).
- 14 avril : Gabriel de Saint-Aubin, peintre, dessinateur et aquafortiste français († 14 février 1780).
- 22 avril : Emmanuel Kant, philosophe allemand († 1804).
- 8 juin : John Smeaton, ingénieur britannique.
- 30 juin : Johann Julius Walbaum, médecin et naturaliste allemand († 1799).
- 1er juillet : Pierluigi Galletti, archéologue et antiquaire italien († 13 décembre 1790).
- 10 juillet : Eva Ekeblad, première femme admise à l’Académie royale des sciences de Suède († 1786).
- 25 août : George Stubbs, peintre anglais († 10 juillet 1806).
- 18 novembre : Johannes Daniël van Lennep, philologue hollandais († 6 février 1771).
- 11 décembre : Louis-Joseph de Montmorency-Laval, cardinal français, évêque de Metz († 17 juin 1808).
- 20 décembre : Johann Nikolaus Seip, théologien luthérien allemand († 24 septembre 1789).
- 27 décembre : Joseph Melling, d'origine lorraine († 23 décembre 1796).
- 30 décembre : Louis Jean François Lagrenée, peintre français († 19 juin 1805).
- Date précise inconnue :
  - Ferdinando Mingarelli, théologien italien († 21 décembre 1777).
  - Nazario Nazari, peintre italien († après 1793).
  - Mary Mathew, écrivaine irlandaise († 1777).

## Décès en 1724
- 12 janvier : Felice Cignani, peintre baroque italien (° 27 janvier 1660).
- 18 mai : Jan Pietersz Zomer, graveur, dessinateur, peintre, marchand d'art et collectionneur néerlandais (° 10 mars 1641).
- 17 juin : Benedetto Luti, peintre baroque italien (° 1666).
- 22 juin : Johann Theile, compositeur et chef d'orchestre allemand (° 29 juillet 1646).
- Juillet : Sigismondo Caula, peintre baroque italien (° 1637).
- 31 août : Louis Ier, roi d'Espagne (° 25 août 1707).
- 11 septembre : Marc-Antoine Hersan, prêtre français, professeur de l’Université de Paris (° 1649).
- 16 novembre : Jack Sheppard, voleur anglais pendu à Londres (° 4 mars 1702).
- 21 novembre : David van Hoogstraten, philologue néerlandais († 14 mars 1658).
- Date précise inconnue :
  - Abraham van der Eyk, peintre néerlandais (° 1684].
  - Francesco Pittoni, peintre baroque italien (° 1645).
  - Frans Werner Tamm, peintre allemand (° 1684).